# Tir à l'arc handisport
Le tir à l’arc handisport (on trouve parfois para-archerie) est un sport dérivé du tir à l'arc qui est pratiqué par des handicapés moteurs.
Au niveau international, c'est la World Archery Federation (WA) (jusqu'en 2011 Fédération internationale de tir à l'arc, FITA) qui est la fédération de référence pour le Comité international paralympique.
En France, la Fédération française handisport (FFH) a reçu délégation le 31 décembre 2016 du ministère des Sports pour organiser la pratique du tir à l'arc handisport. Un partenariat a été noué entre la FFH et la Fédération française de tir à l'arc (FFTA).

## Règles
Le tir à l’arc handisport respecte les règles établies par la World Archery Federation, adaptées pour tenir compte du handicap des sportifs.
Les archers doivent envoyer leur flèche sur une cible de 80 cm de diamètre sur laquelle sont tracés dix cercles concentriques, à une distance de 50 m. Selon l'endroit où arrive la flèche, l'archer reçoit entre 0 et 10 points. Le nombre de points augmente quand la flèche se rapproche du centre de la cible. Les archers sont soit debout, avec éventuellement un appareil de soutien, soit en fauteuil roulant. Les épreuves sont individuelles ou par équipes de trois archers.

## Classification des handicaps

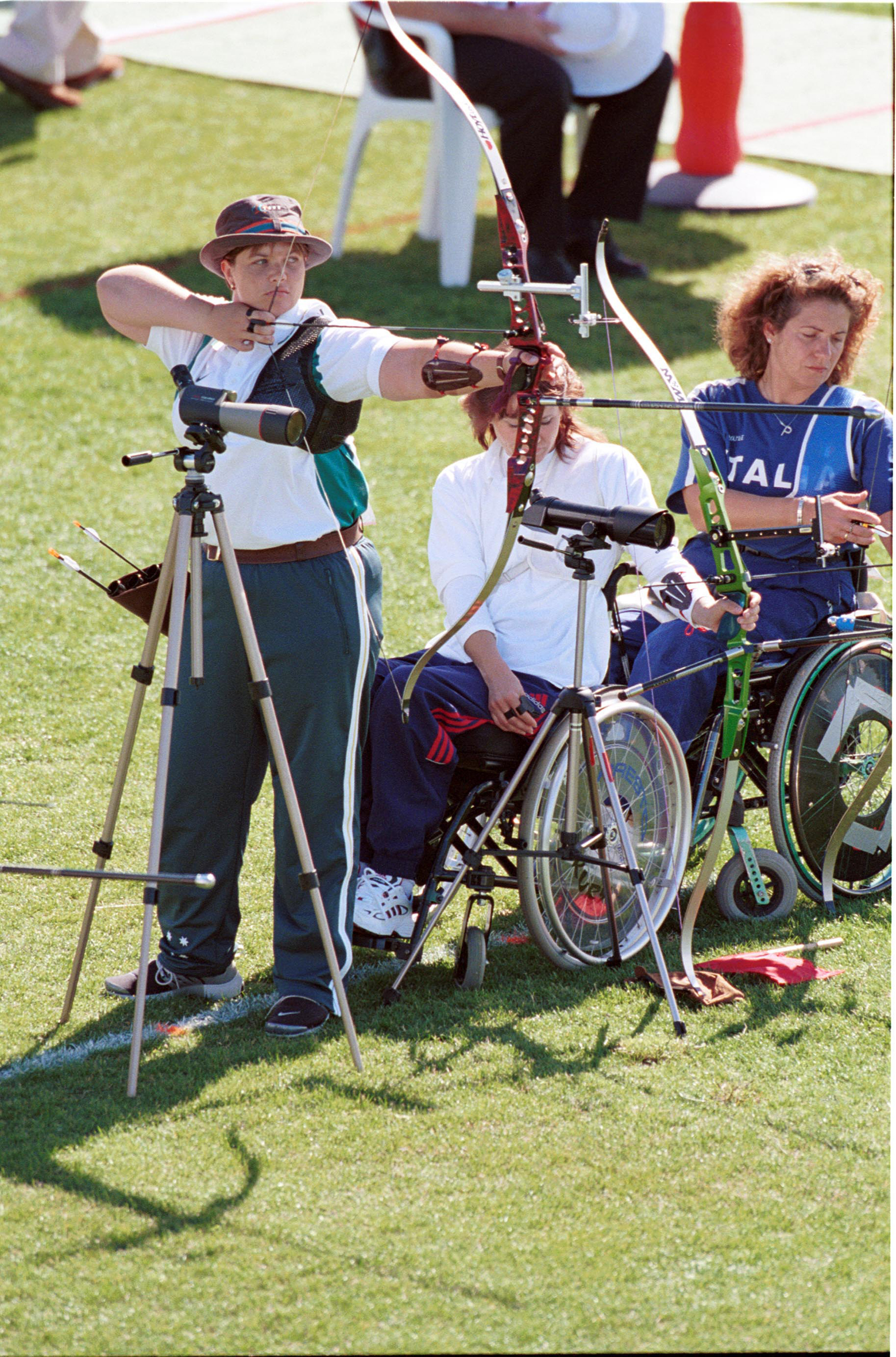
L'archère australienne Natalie Cordowiner aux Jeux de 2000 à Sydney.

### Catégories
Au niveau international, les handicaps moteurs sont classés en 3 catégories WI et W2 (pour wheelchair, fauteuil roulant) et ST (pour stand, debout) et les handicaps visuel en 3 catégories VI-1, VI-2 et VI-3, :
| Catégorie         | Observations |
| Handicap physique | Handicap physique |
| ----------------- | --- |
| W1                | L'archer a la déficience la plus importante. Il est généralement affecté dans les bras, les jambes et le torse (athlète tétraplégique en raison de traumatisme médullaire ou d'infirmité motrice cérébrale). Il concoure en fauteuil roulant et peut tirer en utilisant les bras ou les jambes. |
| W2                | L'archer a un bon contrôle des bras (athlète paraplégique), mais les déficiences au niveau des jambes l'oblige à concourir en fauteuil roulant. |
| ST                | L'archer a une déficience d'au moins un bras ou une jambe. Il est capable de concourir debout. |
| Handicap visuel   | |
| VI-1              | L'archer est aveugle. L'archer VI-1 doit porter un bandeau. Il peut utiliser un viseur tactile et un assistant. |
| VI-2              | L'archer a une vision très faible des deux yeux quant à la distance qu'il peut voir (acuité visuelle < 2/60 ; LogMAR 1,5-2,6 inclus). Il peut utiliser un viseur tactile et un assistant. |
| VI-3              | L'archer a une vision très faible des deux yeux quant à la distance qu'il peut voir (acuité visuelle < 6/60 ; LogMAR 1-1,4 inclus). Il peut utiliser un viseur tactile et un assistant. |

Il existe également d'autres catégories (comme les sous-catégories W1-C et ST-C pour les athlètes gravement handicapés) qui sont utilisées pour les compétitions nationales,. Ces catégories ne sont pas reconnues aux Jeux paralympiques.

### Handicap physique
Le tir à l'arc se pratique en fauteuil roulant ou debout. Les athlètes debout peuvent s'appuyer sur un haut tabouret si nécessaire, notamment s'ils souffrent de problèmes d'équilibre, selon leur handicap. Par exemple, la Britannique Danielle Brown (en), atteinte d'algoneurodystrophie aux pieds, concourt debout, mais appuyée contre un tabouret.
Ne sont admises aux Jeux paralympiques que les épreuves ouvertes aux handicapés physiques.
Les athlètes des classes ST et W2 concourent ensemble dans des épreuves dites ouvertes (open).
L'Italienne Paola Fantato, quintuple championne paralympique, était atteinte de poliomyélite. Elle est l'une des rares athlètes paralympiques à avoir participé également aux Jeux olympiques, en 1996.

### Handicap visuel
Les archers aveugles ou malvoyants peuvent participer à des compétitions handisports de tir à l'arc. Ces compétitions ne sont pas actuellement admises aux Jeux paralympiques.
Le viseur, situé normalement sur l'arc, est remplacé par un viseur tactile constitué d'une pointe souple fixée sur une potence verticale posée à côté de l'archer. L'archer touche la pointe avec le dos de sa main d'arc, ce qui lui indique la hauteur et l'orientation de la cible. La fixation de la pointe est souple pour qu'elle ne puisse pas servir de support. L'archer peut régler son viseur tactile verticalement et horizontalement comme un viseur traditionnel d'arc. Tous les archers tirant dans cette catégorie portent un bandeau sur les yeux pour qu'ils soient dans les mêmes conditions de tir.
Les athlètes VI-2 et VI-3 concourent dans une seule classe de tir VI-2/3.

## Compétition
Le tir à l’arc est un sport paralympique officiel depuis les Jeux paralympiques de 1960 à Rome, qui sont les premiers Jeux paralympiques à avoir été organisés. L'épreuve de tir à l'arc est appelée « Ronde Olympique ».